# Le Mystère des voix bulgares
 (juillet 2013).
Si vous disposez d'ouvrages ou d'articles de référence ou si vous connaissez des sites web de qualité traitant du thème abordé ici, merci de compléter l'article en donnant les références utiles à sa vérifiabilité et en les liant à la section « Notes et références ».
Le Mystère des voix bulgares ou Bulgarian State Television Female Vocal Choir est un chœur bulgare a cappella formé en 1952 et ayant acquis une renommée mondiale en alliant répertoire traditionnel et arrangements modernes.

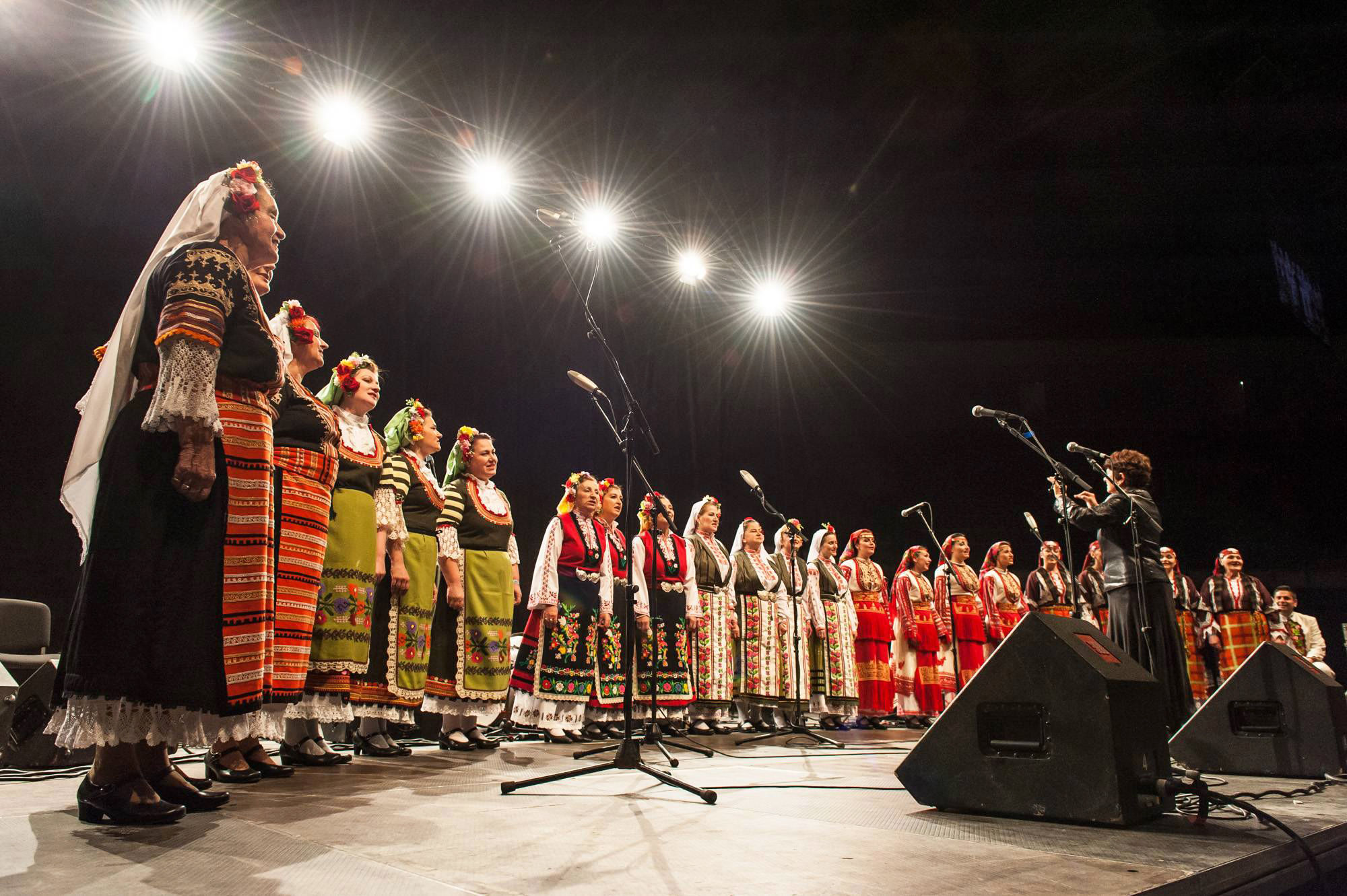
Lors d'un concert.

Il fut créé en 1952 par Philip Koutev, en tant que chœur de la télévision et de la radio nationales bulgares. Il est actuellement dirigé par Dora Hristova.
Les chanteuses sont sélectionnées dans les villages pour la clarté de leur voix. Elles reçoivent ensuite une formation intensive à la musique bulgare. Le style est caractérisé par la diaphonie, et la dissonance (nombreux intervalles de seconde, septième et neuvième), l'échelle modale, le rythme syncopé, etc et qui est totalement différent de la musique grecque ou ottomane.
Leurs premiers enregistrements sont l'œuvre de l'ethnomusicologue suisse Marcel Cellier. Ils ont reçu un Grammy Award en 1989 pour le second album. 
Trois solistes éminents ont créé le Trio Bulgarka, audible dans les albums de Kate Bush : The Sensual World et The Red Shoes. 
En 1992, le chœur s'est séparé en deux, l'un pour la radio, Angelite - The Bulgarian Voices, l'autre pour la télévision, le Chœur féminin de la télévision d'État bulgare.
En 2008, le Mystère des voix bulgares illustre de leurs chœurs la musique d'Olivier Derivière pour le jeu vidéo Alone in the Dark. C'est la première fois que le chœur participe à une musique de jeu vidéo.

## Discographie
- Music of Bulgaria, The Ensemble of the Bulgarian Republic, (1966)
- Le Mystère des voix bulgares, volume I, (1986)
- Cathedral Concert (Live), (1987)
- Le Mystère des Voix Bulgares, volume II, (1988)
- Le Mystère des Voix Bulgares, volume III, (1991)
- From Bulgaria with Love: The Pop Album, (1993)
- Melody Rhythm & Harmony, (1993)
- Ritual, (1994)
- Box Set: Le Mystère des Voix Bulgares, volumes I, II and Ritual, (1995)
- Le Mystère des Voix Bulgares, volume IV, (1998)
- Bulgarian Custom Songs, (2001)
- A Portrait of Nikolai Kaufmann, (2003)
- Temen Oblak, chanson de l'album The Drop That Contained The Sea, de Christopher Tin, (2014)
- BooCheeMish, Le Mystère des voix bulgares featuring Lisa Gerrard, (2018)

## Contribution
- La chœur est surtout connu dans les années 1990 pour sa contribution sur le thème principal de Xena, la guerrière composé par Joseph LoDuca, basé sur la chanson traditionnelle bulgare « Kaval Sviri ».